# Újfehértói aranykincs
Az újfehértói aranykincs a közép-európai numizmatika egyik legjelentősebb lelete a 15-17. századból.

## Feltárása
Az aranyérmékre 2002 áprilisában a Szabolcs-Szatmár-Bereg megyei Újfehértón, kerti munka közben talált rá egy gazda. A csillogó pénzdarabok alig 20 centi mélyen voltak a földben. A megtalálók tájékoztatták a Nyíregyházán található megyei Jósa András Múzeum illetékeseit, teljes inkognitó kérése mellett. A régészek még két héten át vizsgálták a lelőhelyet, és végül összesen 261 aranypénzt találtak.

## A lelet értékelése
A múzeum munkatársa,  dr. Ulrich Attila történész, numizmatikus szerint ilyen jelentőségű aranylelet eddig még soha nem került elő hazánkban. Az éremkincs az 1935-ben felfedezett kassai arany éremlelet után Közép-Európa legnagyobb középkori aranylelete. Különlegessé teszik a benne előforduló ritkaságok, a különböző többszörös súlyban vert aranyak is. Ritkaság II. Ulászló magyar király hétszeres súlyban vert guldinere, és II. János Kázmér lengyel király négyszeres súlyban lévő dukátja. Megtalálható közöttük I. Rákóczi György tízszeres aranyforintja, amely 35 gramm színaranyat tartalmaz.
A leletben előforduló legkorábbi érme, ami a kincslelet kezdő évszámát adja, Luxemburgi Zsigmond nagyszebeni aranyforintja (1436), záró évszáma I. Lipót magyar király 1684-ben, Körmöcbányán vert aranypénze. A legtöbb pénzérme a Magyar Királyság területéről származik (132 db). A lelet származási hely szerinti pontos megoszlása a következő: Erdély (8), Ausztria (6), Salzburgi Érsekség (26), Csehország (5), Szilézia (1), Német-római Birodalom – Egyházi és világi tartományai (19), városai (42), Lengyel Királyság (7), Németalföld (5), Velencei Köztársaság (4), Svédország (3), Strasbourg városa (Franciaország – 1), Zürich városa (Svájc – 1), Német Lovagrend (1).
A kincs valószínűleg egy gazdag kereskedő magánvagyona lehetett, amit – talán Thököly Imre felső-magyarországi fejedelemségének 1684-85-ben történt szétesése idején – veszélyt érezve rejtett el az akkori tokaji kereskedelmi út mellett, de később már nem állt módjában visszamenni érte. 
A lelet összsúlya körülbelül 1 kg 30 dkg. A kincset összesen 103 millió forintra értékelték. A megtalálók 10 millió forint jutalmat kaptak Görgey Gábor kulturális minisztertől. 
A kincslelet tudományos feldolgozása 2008-ra fejeződött be. Azóta az érmék modern körülmények között, mindkét oldalukon megtekinthetők a nyíregyházi Jósa András Múzeum különleges biztonsági berendezésekkel felszerelt trezortermében.